# John von Beverley

Glasfenster im Beverley Minster

John von Beverley oder Johannes von Beverley († 7. Mai 721 in Beverley) war von 705 bis 718 Bischof von York. Er wurde bereits früh vom Volk als „heilig“ verehrt und im Jahr 1037 von Papst Benedikt IX. heiliggesprochen; sein Gedenktag ist sein überlieferter Todestag, der 7. Mai.

## Leben
John soll adliger Abstammung gewesen sein und aus Harpham im heutigen East Riding of Yorkshire stammen. Seine geistliche Ausbildung erhielt er beim damaligen Erzbischof von Canterbury, Theodor von Tarsus. Zeitweise gehörte er auch dem Konvent von Whitby an, wo er in Kontakt zur hlg. Hilda von Whitby trat. Im Jahr 687 wurde er zum Bischof des northumbrischen Bistums Hexham geweiht; 705 wurde er Nachfolger des (Heiligen) Bosa von York als Bischof von York. Er galt als sehr belesen, eine Reihe von Briefen und Homilien werden ihm zugeschrieben. Im Jahr 718 trat er vom Amt des Bischofs zurück und zog sich in das von ihm gegründete und später nach ihm benannte Kloster in Beverley zurück, wo er drei Jahre darauf verstarb. Sein Nachfolger als Bischof wurde Wilfrid II.

## Verehrung
Mehrere Kirchen in England und eine in der Bretagne tragen sein Patrozinium; der Ort Saint-Jean-Brévelay in der Bretagne ist nach ihm benannt.